# スパイクとタイク (キャラクター)
スパイクとタイク（Spike and Tyke）は、『トムとジェリー』に登場する架空のブルドッグのキャラクターコンビ。

## 概要
二人組のフルネームはスパイク・ブルドッグ（Spike Bulldog）とタイク・ブルドッグ（Tyke Bulldog）である。一部の回でのスパイクの名前はキラーだったりブッチだったりする。また、タイクの初登場時の名前はそのまま「息子」(son)であった。ドタバタ二人組のトムとジェリーと同じく、犬の父親と息子のコンビである。スパイクは、トムが追いかけっこの途中でタイクに何かしたり、スパイクが友達(特にジェリー)だと思った者をいじめたりするとトムを痛い目にあわす。タイクは、スパイクの息子であり、彼に慕われている。
スパイクには双子のそっくりな兄がいる。

## スパイク

### 容姿
胴体の全部まで広がる明るい茶色のマーキングのある灰色の毛皮を持つ大きくて筋肉質のブルドッグ。一部の短編映画では、毛皮はライト灰色で、下腹部のマーキングは白色であった。耳は、内側がピンク色で尖っており、尻尾も細く、小さく、尖っている。唯一の一貫した衣料品は、赤色の犬の首輪。『ただいまお昼寝中』では、左上腕に錨のタトゥーがある。入れ歯を用いている。

### 性格
一般的には非常に乱暴で、常に批判的な犬。
必要に応じて力を行使することを躊躇せず、トムに対して攻撃的な言葉を浴びせることもしばしばで、トムは常に彼の存在を恐れている。猫が嫌いで、これは漫画の犬の一般的なステレオタイプである。一方、ジェリーに対しては話によってまちまちであり、友好的に接することもあれば牙をむくこともある。平和な日常を過ごしていてもトムとジェリーのケンカのとばっちりを受けており、家を作っても簡単に壊されるなど、散々な目にあわされる。
息子であるタイクに対して親切かつ極めて暖かく、異常なまでの親バカな面がある。
トムや他の猫たちと戦う時はいつでも、筋肉質のボクサーのように力ずくに頼る。トムと敵対しているものの、時たま彼と協力して行動する。
好きな食べ物は骨、ステーキ。

### 弱点
- 時々、ジェリーに操られて、トムが自分に対する悪い行為をしていると思い込むが、実際にはそうではない。トムにも犬の習性を利用されて操られることもある。
- 骨、ボール、食べ物、軋むおもちゃに目がない。
- オスネコとしか戦えなく、メスネコとは戦えない。またマッスルにも全く歯が立たない。

## タイク

### 容姿
父親のスパイクに似ている。灰色の毛皮、小さな赤い犬の首輪、水色の目をしている。

### 性格
スパイクの最愛の息子であり、トムやブッチのような他の猫たちによってジェリーを見守る、遊び心、親切かつ思いやりのある若いブルドッグの子犬。
父親のスパイクを愛し、気遣い、大きくなったら彼のようになりたいとさえ思っている。